# 후평중학교 축구부
후평중학교 축구부강원도 춘천시에 위치한 under-15 형태의 유소년 축구단으로 후평중학교의 축구부원으로 구성되어 있다.

## 출신 선수
손흥민

## 같이 보기
- 후평중학교